# Daniele Vargas
Daniele Vargas (eigentlich Daniele Pitani; * 20. April 1922 in Bologna; † 26. April 1981 in Rom) war ein italienischer Schauspieler.

## Leben
Vargas ging zusammen mit Pier Paolo Pasolini zur Schule und studierte zunächst Medizin, was er auch jahrelang praktizierte. 1957 gab er seinen Beruf auf und zog nach Rom, wo er seiner Leidenschaft, der Schauspielerei nachgehen konnte. Innerhalb kurzer Zeit entwickelte sich der große, massige, meist glatzköpfige Vargas zum gefragten Charakterdarsteller in Kostümdramen und Abenteuerfilmen. 1961 war er in Dino Risis Una vita difficile als Marquis Cafferoni in einem frühen Höhepunkt seiner Karriere zu sehen; später wirkte er häufig in Italowestern und Komödien mit. Er war auch als Synchronsprecher aktiv. In den letzten Jahren seiner Karriere wirkte er nur noch in drittklassigen Sexfilmen mit.

## Filmografie (Auswahl)
- 1959: Caltiki – Rätsel des Grauens (Caltiki il mostro immortale)
- 1959: Herkules und die Königin der Amazonen (Ercole e la regina di Lidia)
- 1959: Der Sohn des roten Korsaren (La scimitarra del Saraceno)
- 1959: Die Schlacht von Marathon (La battaglia di Maratona)
- 1960: Die Furchtlosen von Parma (La strada dei giganti)
- 1960: Peppino und das süße Leben (Totò, Peppino e… la dolce vita)
- 1960: Rache der Barbaren (La fura dei barbari)^
- 1961: Der Gauner von Bagdad (Il ladro di Bagdad)
- 1961: Das Leben ist schwer (Una vita difficile)
- 1962: Sodom und Gomorrha (Sodom and Gomorrha)
- 1963: Der Herr der gelben Hölle (I predoni della steppa)
- 1963: I mostri
- 1963: Robin Hood in der Stadt des Todes (L’invincible cavaliere mascherato)
- 1963: Samson und die weißen Sklavinnen (Sansone contro i pirati)
- 1963: Treffpunkt Tanger (Finché dura la tempesta)
- 1964: Eddie, Blüten und Blondinen (Ces dames s’en mêlent)
- 1964: Herkules gegen die Tyrannen von Babylon (Ercole contro i tiranni di Babilonia)
- 1964: Herkules – Rächer von Rom (Ercole contro Roma)
- 1964: Der Herr der gelben Hölle (I predoni della steppa)
- 1964: La Calda Vita – Das heiße Leben (La calda vita)
- 1964: Revanche für Spartacus (La vendetta di Spartacus)
- 1965: Söldner-Kommando Bengalen (La montagna di luce)
- 1966: Ergötzliche Nächte (Le piacevoli notti)
- 1966: Für Dollars ins Jenseits (Degueyo)
- 1966: Die Höllenkatze des Kong-Fu (La spie amano i fiori)
- 1966: Jagt den Fuchs! (Caccia alla volpe)
- 1966: Willkommen, Mister B. (A Man Could Get Killed)
- 1967: Der doppelte Coup des Chamäleons (Il camaleonte d‘oro)
- 1967: Operation Taifun (Con la muerte a la espalda)
- 1967: Rocco – Ich leg’ dich um (L'ultimo killer)
- 1967: Der Sohn des Django (Il figlio di Django)
- 1967: Wanted
- 1967: Western Jack (Un uomo, un cavallo, una pistola)
- 1968: Außergewöhnliche Geschichten (Histoires extraordinaires)
- 1968: Django – sein letzter Gruß (La vendetta è il mio perdono)
- 1968: Friedhof ohne Kreuze (Une corde, un colt…)
- 1968: Zwei Nummern zu groß (Un dollaro per 7 vigliacchi)
- 1969: 1944 – Die Brücke über die Elbe (No importa morir)
- 1969: Poppaea – Die Kaiserin der Gladiatoren (Le calde notti di Poppea)
- 1969: Zorro alla corte d’Inghilterra
- 1969: Zorro – Graf von Navarra (Zorro marchese di Navarra)
- 1971: Die Diamantenlady (Il diavolo a sette facce)
- 1971: I quattro pistoleri di Santa Trinità
- 1972: Sie nannten ihn Zambo (Zambo il dominatore delle foresta)
- 1973: Der Todeskuß des Paten (Baciamo le mani)
- 1973: Vier Teufelskerle (Campa carogna… la taglia cresce)
- 1974: Die Reise nach Palermo (Il viaggio)
- 1974: Der Zeuge muß schweigen (Il testimone deve tacere)
- 1975: Labyrinth des Schreckens (Gatti rossi in un labirinto di vetro)
- 1975: Operation mißlungen – Patient lebt (L‘infimiera)
- 1976: Lollipops und heiße Höschen (Spogliamoci così senza pudor…)
- 1976: Oh, Serafina!
- 1978: Oben ohne, unten Jeans (Avere vent‘anni)
- 1978: Simon Templar (Fernsehserie, Folge ´Rendezvous in Rom')
- 1979: Eine Frau für die Nacht (Una donna di notte)
- 1979: Ein total versautes Wochenende (Sabato Domenica e Venerdì)
- 1979: Zeig mir, wie man's macht (Malizia erotica)
- 1980: Der Kuckuck (Il lupo & l'agnello)
- 1980: Love Spaghetti Love (Spaghetti a mezzanotte)